# Марцелев, Станислав Викторович
Станислав Викторович Марцелев — советский хозяйственный, государственный и политический деятель, доктор исторических наук (1972), профессор (1992), член-корреспондент Академии наук Белорусской ССР (1980).

## Биография
Родился в 1925 году в деревне Шарибовка. Член КПСС.
Участник партизанского движения в Белоруссии в годы Великой Отечественной войны. С 1950 года — на хозяйственной, общественной и политической работе. В 1950—2003 гг. — инструктор, заведующий сектором, заведующий отделом культуры ЦК КП Белоруссии, директор (1976—1994), советник при дирекции, главный научный сотрудник Института искусствоведения, этнографии и фольклора Национальной академии наук Беларуси.
Избирался депутатом Верховного Совета Белорусской ССР 7-го, 8-го и 9-го созывов.
За создание «Свода памятников истории и культуры Белоруссии» был в составе коллектива удостоен Государственной премии БССР 1990 года.
Умер в Минске в 2003 году.